# Абански рејон
Абански рејон (рус. Абанский район) је општински рејон у источном делу Краснојарске Покрајине, Руске Федерације.
Административни центар рејона је село Абан (рус. Абан).
Подручје рејона обухвата 9.512 km². Већи део рејона је прекривен тајгама.
Суседни рејони и области су:
- север: Богучански рејон
- исток: Иркутска област
- југоисток: Нижњеингашки рејон
- југ: Илански рејон
- југозапад: Кански рејон
- запад: Дзержински рејон
- северозапад: Тасејевски рејон

Укупна површина рејона је 9.512 km².
Укупан број становника је 21.195 (2014)